# Río Pruzhónka
El río Pruzhónka (del ruso: Пружёнка o Пружо́нка) es un río del óblast de Moscú, en Rusia, afluente por la izquierda del río Voria, de la cuenca hidrográfica del Volga por el Oká.
Tiene una longitud de 31 km. Atraviesa los pueblos de Ógudnevo, Dushónovo (raión de Shchólkovo), Ivánovskoye, Makarovo (localidad de Chernogolovka), Bókovo (raión de Noguinsk) y Mizínovo (raión de Shchólkovo).

Iglesia de la Martirio de san Juan Bautista (1899—1903). El pueblo de Ivánovskoye